# Erik Jensen

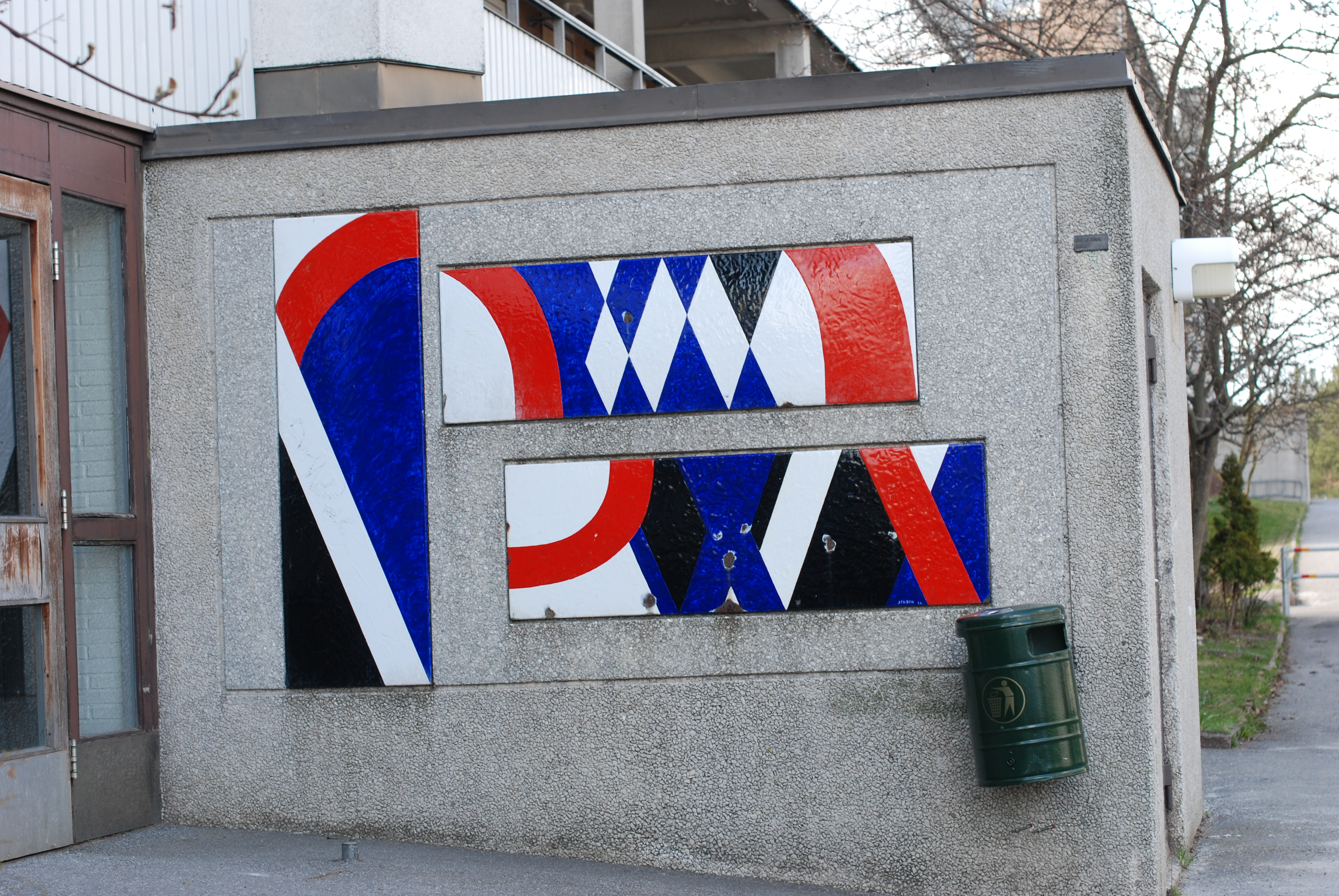
Emaljmålningen Dekor vid entrén till Sibbarpsgränd 7 i Östbergahöjden

Erik Hans Jensen, född 1908 i Karlskrona, död 1986, var en svensk målare.
Erik Jensen utbildade för Marcel Gromaire i Paris och vid Otte Skölds målarskola i Stockholm. Han bodde och arbetade i Saltsjö-Duvnäs från 1947.

## Offentliga verk i urval
- Fresk i Sickla nya skola i Nacka
- Emaljmålningar vid husentréer vid Sibbarpsgränd i Östbergahöjden i Stockholm